# Kharbachi Kemel
Kharbachi Kemel es un empresario español, fundador y presidente ejecutivo de numerosas empresas dentro del sector aeroespacial turístico y tecnológico, entre las cuales destaca EOS-X Space, la primera compañía europea de turismo espacial, creada en 2020 y Agora Next, el primer Hub tecnológico para startups turísticas a nivel mundial. Previamente, fue embajador de la Organización Mundial de Turismo (UNWTO) en Innovación y miembro en World Travel Tourism Council WTTC.
Kharbachi Kemel es de origen Español, concretamente de Melilla (España), aunque pasó gran parte de su juventud en Baleares. Después de completar sus estudios en la Universidad de Les Roches Suiza, Global Hospitality Education, escuela de hotelería y turismo en Suiza, comenzó su carrera en el sector de las tecnologías en la industria turística siendo pionero en la transformación digital y tecnológica Hospitality, OTAs, etc. Además de desarrollar proyectos de data lake, inteligencia artificial, blockchain, Green Tech y Aeroespacial.
Después de haber fundando empresas en sectores como Travel Tech, inteligencia artificial, Web3, Realidad Virtual y Blockchain, su experiencia en la industria de la tecnología lo llevó a interesarse en la exploración espacial y a fundar EOS-X Space.
Además de su trabajo en EOS-X Space, Kharbachi también es un inversor activo en start-ups de tecnología y ha sido mentor de emprendedores en la industria de la tecnología, defendiendo la diversidad y la inclusión en la industria tecnológica y ha trabajado para fomentar la igualdad de oportunidades para todos los emprendedores.

## Trayectoria profesional
Su trayectoria como emprendedor se inicia en 1997 cuando funda Intentours Med, empresa de viajes dedicada al negocio del turismo y explotación de hoteles de la Costa del Sol. En 1999 firmó tres importantes acuerdos con Barceló Viajes, First Choice (TUI) y el grupo Marsans.
En el año 2000, Kharbachi Kemel vendió parte de Intertours y empezó su recorrido en proyectos en el ámbito de los negocios en línea con especialización en turismo, marketing y transformación digital. En esta dirección, seis años después funda IT Holding Capital, empresa gestora de inversiones dentro del sector del turismo, con el objetivo de acompañar proyectos en su fase inicial y promover su desarrollo. 
IT Holding Tech desarrolla la aplicación de Iberostar Hotels &Resort, que resulta premiada durante el Móvil Fórum Conference Internacional 2012 en la categoría de mejor aplicación para tableta y teléfono inteligente.
En el año 2012, Kharbachi Kemel crea Ágora Next, un hub tecnológico dirigido a empresas del sector turístico en el ámbito de la innovación internacional y transformación digital, con el objetivo de establecer en España el mejor ecosistema mundial de innovación turística. Desde entonces, Ágora Next ha acelerado el crecimiento de start-ups y spin offs corporativas en España, Alemania, Inglaterra, Francia, Dubái, Arabia Saudita, México, EEUU y Canadá, dentro del sector Travel Tech, Smart Tourism, Blockchain y Realidad Virtual, entre otros.
En 2012 también entró a formar parte como pensador y miembro del comité organizador de Talentya, una ágora de conocimiento creada por la  Fundación para el Desarrollo de la Cultura, la Sostenibilidad y la Innovación, Fundestic.
Durante 2015, Kharbachi Kemel al frente de Ágora Next organiza la Primera Conferencia Internacional sobre Innovación y Transformación Digital en el Sector Turístico de Mallorca.
Uno de los mejores éxitos de Ágora Next tiene lugar el 18 de enero de 2017, cuando firma un acuerdo con Telefónica Open Future y presentan en Fitur el primer programa de innovación abierta a nivel mundial, especializado en emprendimiento digital en el sector turístico: Baleares Open Future, una aceleradora tecnológica centrada en el vertical del turismo, donde se analizan y canalizan ideas e iniciativas de emprendedores para que sean exitosas tanto para las empresas turísticas como para el conjunto de la sociedad.
Un año después, Kharbachi Kemel expone en Málaga su segundo HUB de innovación turística inteligente, que nace para aplicar diversas herramientas tecnológicas como el Big Data, la Inteligencia Artificial y el Blockchain a la industria turística. También, destaca su participación como ponente en South Summit en el 2018 y en BIME en el 2017 y 2018, con una área de innovación y mesa redonda propia.  
En 2018, fue profesor invitado del Instituto de Empresa como experto en innovación y transformación turística, dónde impartió una máster class. Ese mismo año, viaja a Colombia al frente de Ágora Next, junto a la Organización Mundial de Turismo (UNWTO), el Instituto de Empresa (IE) y el Gobierno de Colombia, para organizar el Tourism Innovation Challenge.
En la cumbre mundial organizada por World Travel and Tourism Council (WTTC), Kharbachi, como CEO de Ágora Next, presentó un robot generado en inteligencia artificial, frente a directivos de 250 multinacionales turísticas.
Por otro lado, en 2019 Ágora Next, junto a Telefónica, organizó los premios ‘Travel &Tourism Digital Impact Awards’, en el que se destacan a las empresas más innovadoras del sector turístico . Presentado por Arantxa de Benito y Estefanía Luyk, se premiaron personalidades como Gabriel Escarrer (CEO de Melia Hotels International), Antonio Catalán (Presidente de AC by Marriot Hotels), Kike Sarasola (CEO de Room Mate), Raúl González (CEO de Barceló Hoteles) y Sandra García-Sanjuan (fundadora de Starlite Festival), entre otros.
Durante 2020, Kharbachi Kemel continua su actividad en impulsar proyectos de innovación turística y tecnologías disruptivas, e inicia un nuevo proyecto con Agora Next, que junto a IT Holding, crean la primera compañía de turismo aeroespacial española: EOS-X Space y contrata como asesor del proyecto a la prestigiosa consultora estratégica Arthur D’little para el desarrollo de la primera fase. Después de distintas desavenencias, cancela dicho acuerdo y firma con la consultora Deloitte para el desarrollo de la fase 2 y 3 del proyecto.  
En 2020 acude a HIP 2020, la mayor exposición de soluciones para hostelería, junto a sus socios Deloitte, para participar como ponente en el coloquio “¿Cómo innovar con eficacia?”. 
Agora Next Hub (Travel Tech) y junto a sus socios estratégicos Deloitte y Google, crean la mayor plataforma de Inteligencia Turística y Smart Destination Digital Twins (DO. Destinations Overview). 
El 29 de julio de ese mismo año, Agora Next, Deloitte y Google presentan en Palma ‘Do’ Destination Overview, la plataforma de inteligencia turística y digitalización de destinos turísticos, integrando el primer data lake del sector. Su segunda fase del desarrollo está centrada en el desarrollo del gemelo digital o metarverso más grande del mundo en el sector turístico, con el objetivo de garantizar una experiencia memorable y segura. Se prevé su lanzamiento en septiembre de 2023.
Un año después, el empresario acude a la décima edición del congreso “Turium Madrid 2021, International Quality Tourism Forum”, en el cual participaron una treintena de expertos de reconocido prestigio internacional y representación a nivel público, que fueron recibidos por el rey Felipe.
En 2021, Khabachi Kemel también participa en la cumbre mundial del turismo, celebrado en Barcelona, con más de 15 jefes de estados, ministros de turismo de 25 países y 125 ponentes internacionales.

## Acerca de EOS-X Space
EOS X SPACE TECHNOLOGIES CORP. SL conocida como EOS-X Space es una compañía española de turismo aeroespacial con sede en Sevilla, fundada con el objetivo de convertir el espacio en una nueva industria turística en sí mismo. Ofrece viajes a la estratosfera, concretamente a 40.000 metros de altitud en un vuelo de 5 horas de duración. La cápsula espacial tiene capacidad para 7 personas junto a un piloto y su primer vuelo comercial está previsto para el año 2024.
Entre los valores de EOS-X Space destaca la sostenibilidad, ya que se trata de un vuelo sin emisiones: para elevar la nave espacial se utilizará un globo estratosférico propulsado con helio, un gas noble no inflamable y no contaminante. Por este motivo, en 2022 Kemel Kharbachi recogió el premio CN Traveler Sostenible & Eco 2022 otorgado a EOS-X Space por Condé Nast Traveler.
Kharbachi Kemel presentó en el Tourism Innovation Summit (TIS) celebrado en noviembre de 2020, la elección de Sevilla como su base de lanzamiento y centro de operaciones de desarrollo e ingeniería, así como el establecimiento de una segunda base en Emiratos Árabes Unidos.
Las instalaciones del Polo aeronáutico de Sevilla podrán producir hasta 8 naves espaciales al año y el objetivo de la compañía es llevar a 10.000 personas a la estratosfera durante los próximos 10 años. El primer vuelo de prueba está previsto para el primer trimestre de 2023.
Durante la Feria Internacional de Turismo (FITUR) celebrada en enero de 2023, Kharbachi Kemel explicó a los medios de comunicación que previamente al vuelo, los responsables de operaciones de EOS-X Space han diseñado un programa personalizado de actividades culturales, inmersivas (relacionadas con la realidad virtual, la realidad aumentada y el metaverso), formativas y un programa de longevidad personalizado basado en nutrición, terapias naturales, crioterapia y cámaras hiperbáricas.

## Distinciones
- Gold Awards Condé Nast Traveler, 2022[22]
- Bright Ideas in Travel, Condé Nast Traveler, 2022
- Premio Móvil Forum Telefónica a la Mejor App Turística (Iberostar Hotels&Resort, desarrollada por IT Holding Tech), 2012.[3]